# Піщанська сільська територіальна громада (Полтавська область)
Піщанська сільська громада — територіальна громада в Україні, в Кременчуцькому районі Полтавської області. Адміністративний центр — село Піщане.
Площа громади — 291,522 км², населення — 17617 мешканців (2022).
Громада була утворена 13 серпня 2015 року шляхом об'єднання Гориславської та Піщанської сільських рад Кременчуцького району. В 2020 році межі Піщанської територіальної громади було розширено шляхом приєднання Недогарківської, Новознам'янської та Ялинцівської сільських рад.

## Географія та природа

### Розташування
Відстань від адміністративного центру громади:
- до районного центру складає 6 км;
- до залізничного вокзалу м. Кременчук — 5,5 км;
- до обласного центру — 120 км;
- до аеропорту Бориспіль — 259 км;
- до аеропорту Полтава — 116 км.

Територія Піщанської громади є нерозривною та межує з:
- північного сходу та півночі з Глобинською територіальною громадою Полтавської області;
- північного заходу з Градизькою територіальною громадою Полтавської області;
- заходу з Світловодською територіальною громадою Кіровоградської області;
- південного заходу з Кам'янопотоківською територіальною громадою Полтавської області;
- півдня та південного сходу з містом Кременчук Полтавської області;
- сходу з Омельницькою територіальною громадою Полтавської області.

### Рельєф та ґрунти
Рельєф території Піщанської громади переважно рівнинний. Ґрунтоутворюючі породи — піски.
На північно-західній околиці громади на березі Дніпра лежить Пивиха — пагорб, який частіше називають «горою», абсолютною висотою 168,8 м, відносною — 58–73 м. Ця височина площею 16 км2 утворена місцевими осадовими і кристалічними породами та мореною.
Територія громади належить до Семенівсько-Кременчуцького агроґрунтового природно-сільськогосподарського району. Агровиробничі ґрунти: чорноземи на пісках та змиті глинисто-піщані, лучні чорноземи, легкосуглинкові, дерново-глейові ґрунти, чорноземи типові і слабогумусовані середньосуглинкові, чорноземи типові і чорноземи сильнореградовані слабозмиті середньосуглинкові.

### Гідрографія

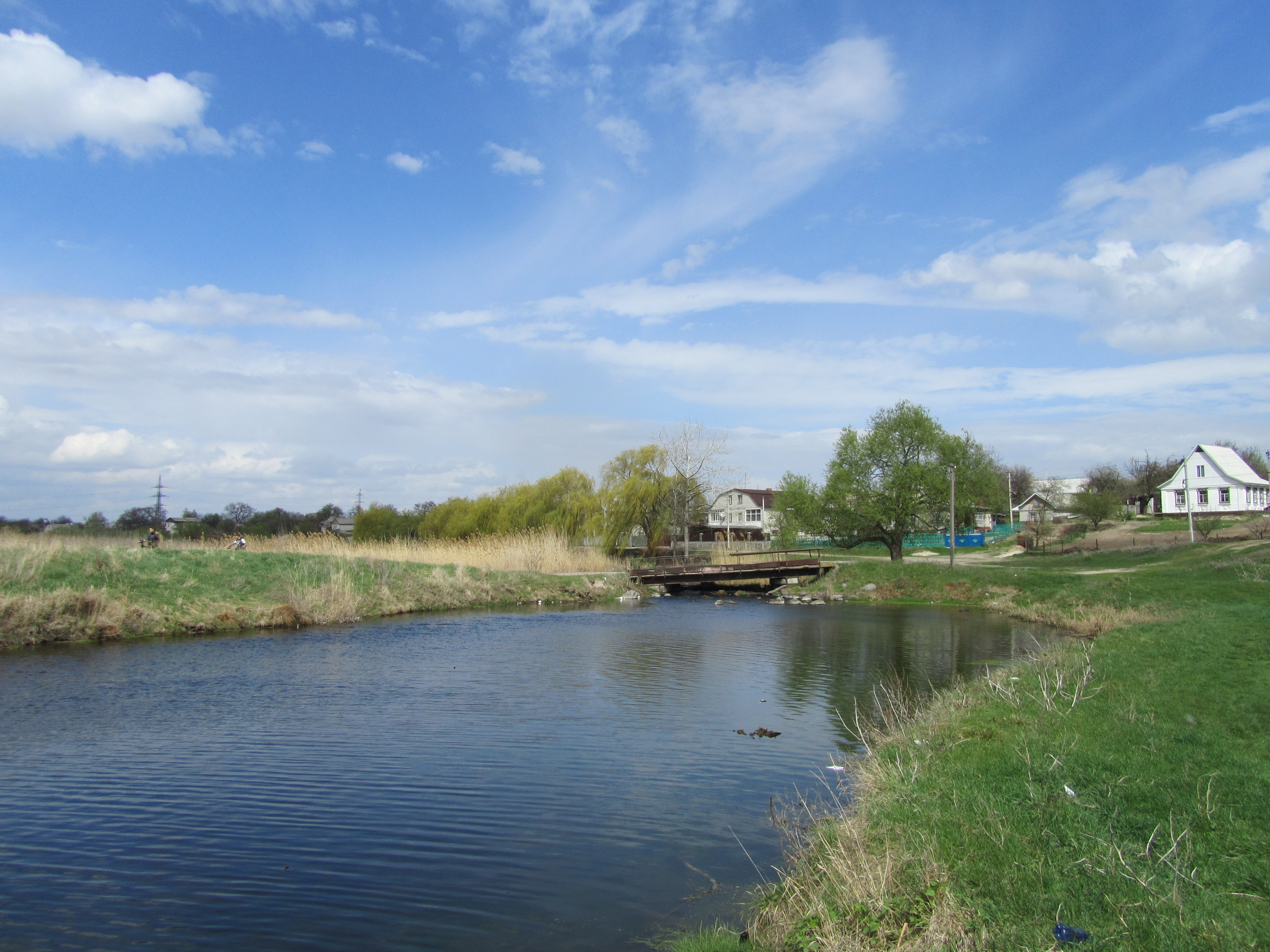
Крива Руда біля Піщаного

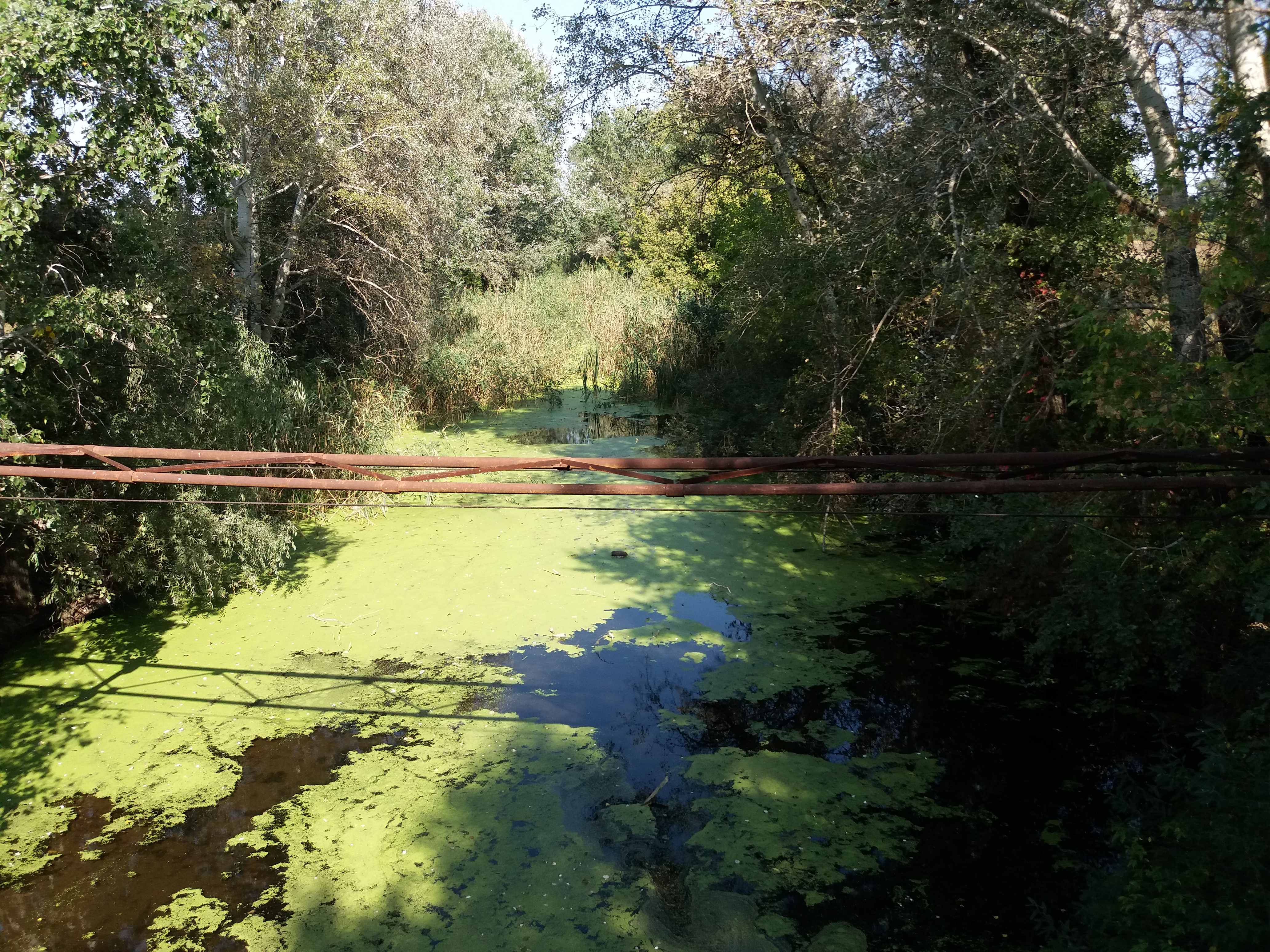
Канал Сухий Кагамлик – Дніпро в селі Нова Знам'янка

Гідрографічна сітка громади представлена Кременчуцьким та Кам'янським водосховищами на Дніпрі, річками Сухий Кагамлик, Крива Руда та закритими водоймами (ставками). Загальна площа об'єктів водного фонду на території Піщанської громади становить 1174,25 кв. м.
Частина села Піщане розташована у водоохоронній зоні, що підтверджено технічною документацією по встановленню водоохоронних зон, прибережних смуг малих річок та водойм Кременчуцького району Полтавської області, розробленою в 1980 році.
Водний потенціал громади дозволяє забезпечувати водними ресурсами всі галузі економіки, які у процесі свого виробництва використовують поверхневі й підземні води; стимулює подальший розвиток рибогосподарських підприємств і туристично-рекреаційної сфери на території громади.

### Клімат
Клімат помірно-континентальний. Більшість опадів у вигляді дощів припадає на осінньо-зимовий період.

### Корисні копалини
На території Піщанської громади лежить Піщанське родовище мігматитів та гранітів.
На Пивисі знаходиться багате родовище блакитного мергелю, тут же залягає й білий морський мергель; у вигляді включень в голубому мергелі зустрічається й кристалічний гіпс.

### Екологія
На території громади розміщено 6 паспортизованих місць складування відходів за межами населених пунктів в селах: Миловидівка, Піщане, Недогарки, Рокитне-Донівка, Максимівка та Ялинці.
Природні та напівприродні екосистеми на території перебувають під загрозою знищення та вимагають відновлення. Руйнування берегів річок, ставків, озер і водосховищ спостерігається в усіх населених пунктах громади, що зумовлює погіршення екологічних умов, призводить до виникнення надзвичайних ситуацій.

## Історія
Піщанська сільська громада була утворена шляхом об'єднання Гориславської (села Гориславці, Коржівка, Миловидівка, Олефірівка) та Піщанської (села Піщане, Кривуші, Ковалівка) сільських рад Кременчуцького району.
У 2020 році межі Піщанської територіальної громади було розширено шляхом приєднання Недогарківської, Новознам'янської та Ялинцівської сільських рад.
Під час російського вторгнення в Україну внаслідок ракетного удару, здійсненого російськими військами 23 листопада, в селі Ялинці були повністю зруйновані два будинки та пошкоджені ще 16.

## Населення

### Мова
Розподіл населення населених пунктів громади за рідною мовою за даними перепису 2001 року:
| Мова            | Чисельність | Відсоток |
| --------------- | ----------- | -------- |
| Українська      | 16 632      | 95.03%   |
| Російська       | 797         | 4.55%    |
| Білоруська      | 23          | 0.13%    |
| Румунська       | 21          | 0.12%    |
| Вірменська      | 9           | 0.05%    |
| Болгарська      | 1           | 0.01%    |
| Інші/Не вказали | 19          | 0.11%    |
| Разом           | 17 502      | 100%     |

## Населені пункти

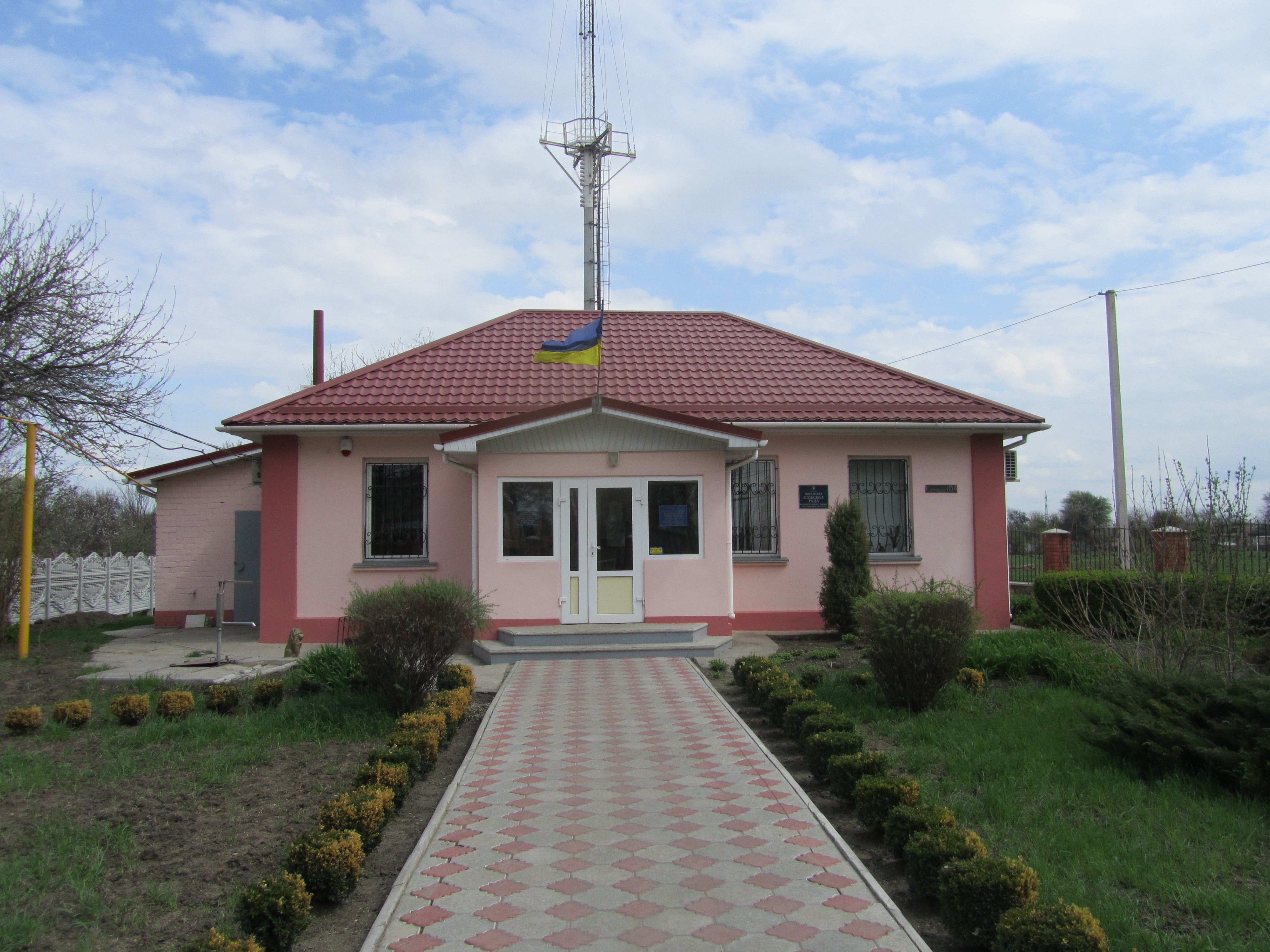
Будівля сільської ради

До складу громади входять 23 села: Піщане, Максимівка, Недогарки, Гориславці, Нова Знам'янка, Майбородівка, Ялинці, Ковалівка, Кривуші, Панівка, Пащенівка, Рокитне-Донівка, Коржівка, Миловидівка, Олефірівка, Вільна Терешківка, Мирне, Писарщина, Воскобійники, Кіндрівка, Михайленки, Пухальщина, Самусіївка.
Найбільшим за чисельністю населення селом громади є її адміністративний центр — Піщане (4979), найменшим — село Пащенівка (16).

## Адміністративно-територіальний устрій
Рішенням Х сесії VIII скликання Піщанської сільської ради від 14.09.2021 утворено 6 старостинських округів:
- Гориславський старостинський округ, який обслуговує населення 4 сіл: Гориславці, Коржівка, Миловидівка та Олефірівка (895 осіб)
- Максимівський старостинський округ, який обслуговує населення села Максимівка (1805 осіб)
- Недогарський старостинський округ, який обслуговує населення 4 сіл: Недогарки, Рокитне-Донівка, Панівка, Пащенівка (1771 осіб)
- Майбородівський старостинський округ, який обслуговує населення 3 сіл: Майбородівка, Мирне, Писарщина (974 осіб)
- Новознам'янський старостинський округ, який обслуговує населення 2 сіл: Нова Знам'янка, Вільна Терешківка (4060 осіб)
- Ялинцівський старостинський округ, який обслуговує населення 6 сіл: Ялинці, Воскобійники, Кіндрівка, Михайленки, Пухальщина, Самусіївка (1136 осіб)

## Економіка
Структура земельного фонду
У громаді найбільш розвинені сільське господарство (вирощування зернових і технічних культур, овочів, баштанних культур, винограду) й харчова промисловість (виробництво олії і тваринних жирів, продуктів борошномельно-круп'яної промисловості, сухарів і сухого печива, борошняних кондитерських виробів, тортів і тістечок тривалого зберігання, готових кормів для тварин).

### Підприємства
Станом на 2022 рік платниками податків і зборів на території громади є 858 суб'єктів підприємницької діяльності. Найбільші балансоутворюючі підприємства громади станом на 2021 рік: ТОВ «Оператор ГТС України» (експлуатація магістральних газопроводів газотранспортної системи; транспортування природного газу споживачам), ТОВ «КреМікс» (виробництво та продаж кормів для тварин — комбікормів та преміксів), ПП «Кременчукгумотехніка» (виготовлення виробів із гуми для автомобільної промисловості й машинобудування), ТОВ «Ізумруд» (виробництво безалкогольних напоїв та мінеральних вод), СК «Іскра» та ТОВ «Світанок» (вирощування зернових та бобових культур, насіння олійних культур).
На території Піщанської громади розташоване Кременчуцьке кар'єроуправління «Кварц» Піщанського родовища мігматитів та гранітів, яке займається видобуванням граніту.

### Сфера послуг
На території Піщанської громади функціонує 91 заклад сери послуг:
- продуктові магазини — 47;
- господарські та спеціалізовані магазини — 11;
- автозаправні станції — 7;
- заклади громадського харчування — 8;
- заклади побутового обслуговування — 10;
- аптеки — 6;
- готелі — 2.

### Заробітна плата
Станом на 2021 рік середня заробітна плата в Піщанській громаді становила 11 973 гривень на місяць. Найбільш високо оплачувалися професії в сферах державного управління й оборони, наукової й технічної діяльності, найменше — в сфері адміністративного та допоміжного обслуговування.

### Житловий фонд
Станом на 2022 рік у громаді налічується 8230 заселених будинків, із них 8216 приватні.

## Інфраструктура

### Охорона здоров'я

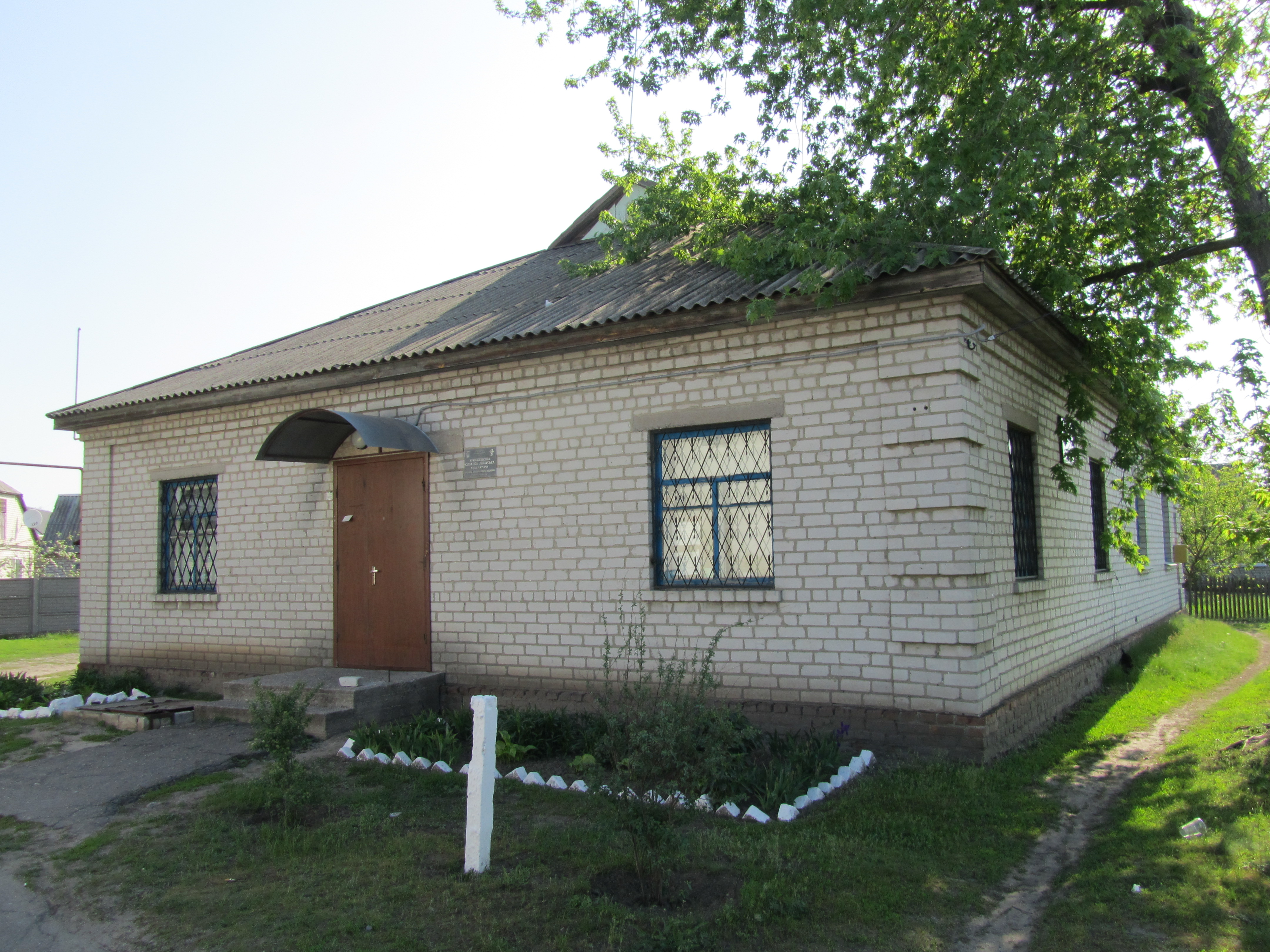
Кривушівська амбулаторія

Станом на 2022 рік у громаді функціонують 11 закладів охорони здоров'я:
- Піщанська АЗПСМ
- Кривушівська АЗПСМ
- Ялинцівська АЗПСМ
- Недогарківська АЗПСМ
- Максимівська АЗПСМ
- Новознам'янська АЗПСМ
- Вільнотерешківська АЗПСМ
- Гориславський ФАП
- Кіндрівський ФАП
- Рокитне-Донівський ФАП
- Майбородівський ФАП

Також населення Піщанської громади обслуговує Центр первинної медико-санітарної допомоги (ПМСД) Пришибської сільської ради.

### Транспорт
Населені пункти Піщанської громади частково забезпечені дорогами з твердим покриттям. Протяжність доріг комунальної власності населених пунктів громади складає 203,459 км, в тому числі:
- доріг з асфальтованим покриттям — 58,141 км;
- доріг з гравійним покриттям — 64,24 км;
- доріг з ґрунтовим покриттям — 77,86 км;
- доріг з твердим покриттям (бруківка) — 3,218 км.

З північно-західної частини села Піщане на південь проходить магістральний автошлях Бориспіль—Кременчук (Н 08), з півночі на південь — Хорол—Кременчук (Т 1716).

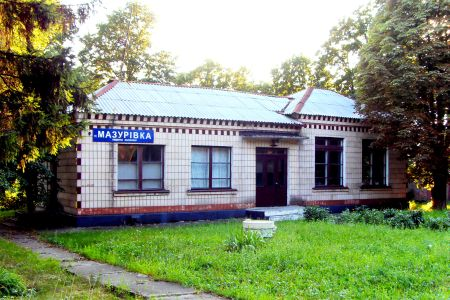
Вокзал роз’їзду Мазурівка

Громадське транспортне сполучення між населеними пунктами Піщанської громади забезпечується автобусами та маршрутними таксі. Транспортне сполучення громади з обласним центром (м. Полтава) проходить через Кременчук.
Територією Піщанської громади пролягають колії двох неелектрифікованих ліній: Бурти — Рублівка та Рублівка — Кременчук.
Зупинні пункти на території громади:
- Мазурівка (біля села Вільна Терешківка)
- 272 км (між селами Мирне та Коржівка)
- 27 км (в селі Недогарки)

## Освіта

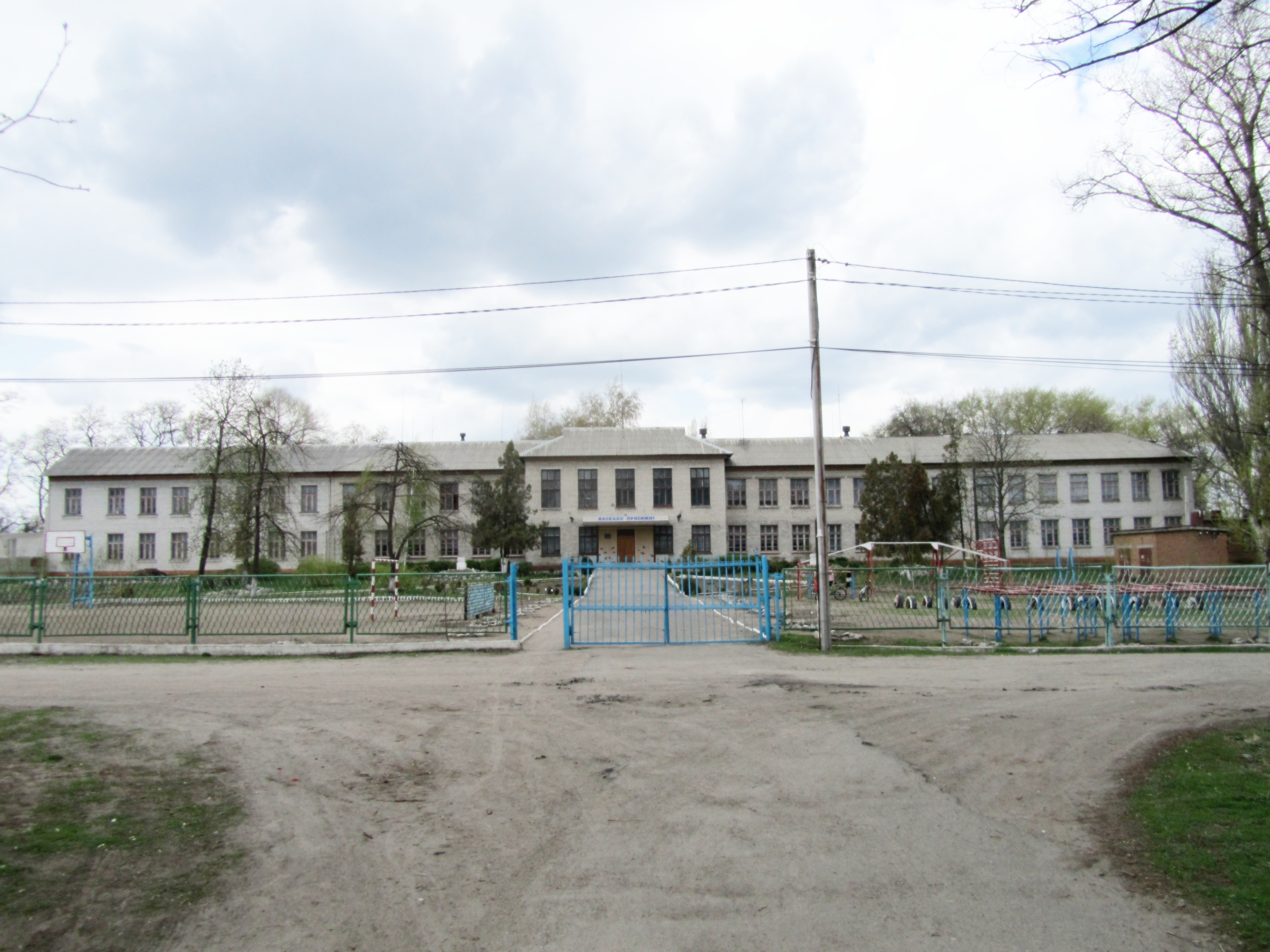
Піщанський ліцей

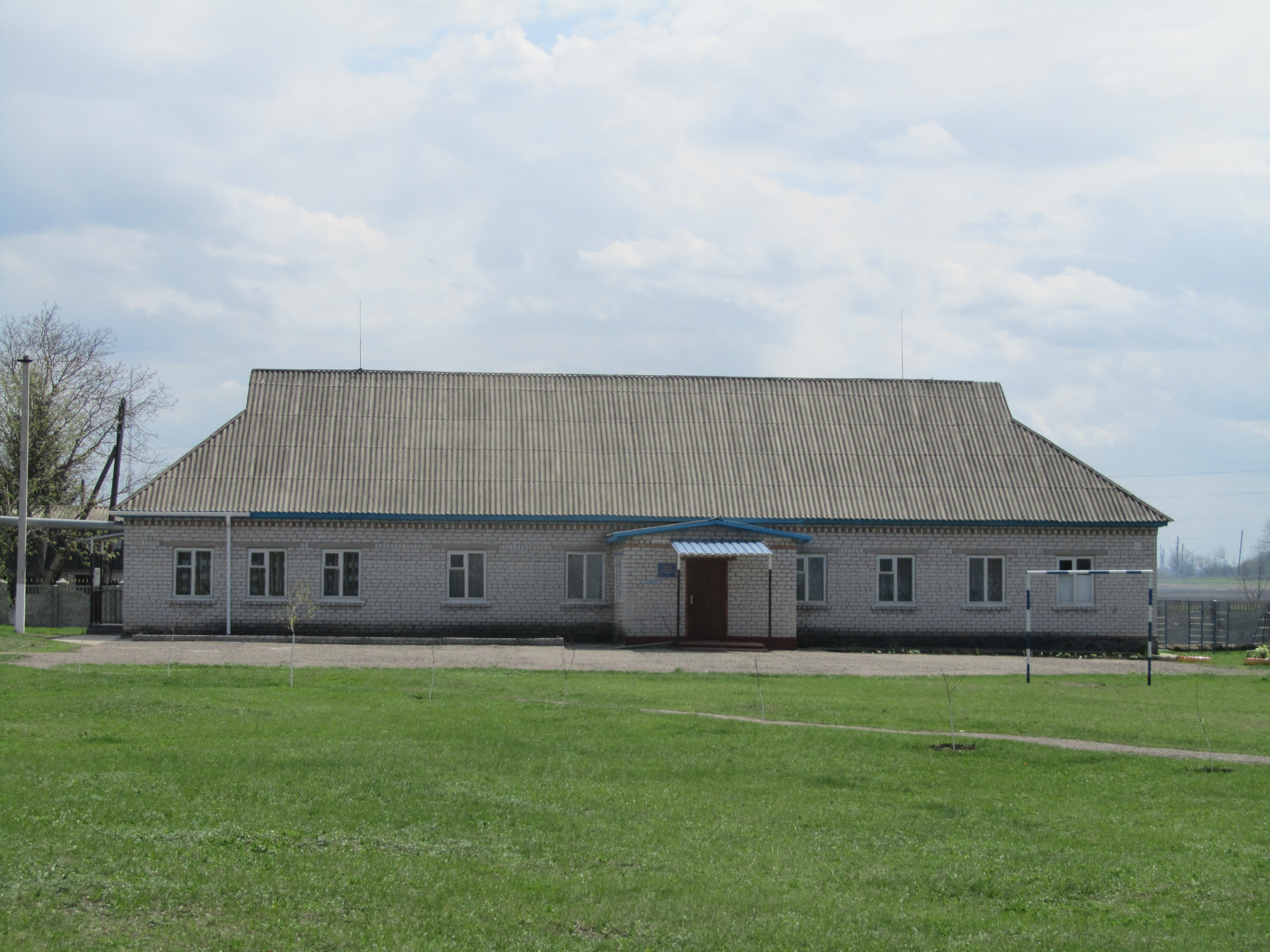
Дошкільний заклад «Капітошка» Новознам'янського НВК

Станом на 2022 рік в громаді діють 14 загальноосвітніх та дошкільних навчальних закладів: 9 шкіл та 5 дитячих садочків (ще 4 дошкільних підрозділи функціонують у в складі навчально-виховних комплексів):
- Піщанський ліцей
- Недогарківська гімназія
- Максимівська гімназія
- Кривушівська гімназія (НВК)
- Гориславська гімназія (НВК)
- Новознам'янська гімназія (НВК)
- Ялинцівська гімназія (НВК)
- Вільнотерешківська гімназія імені Івана Михайловича Волочая
- Майбородівська гімназія
- ДНЗ «Барвінок» в с. Недогарки
- ДНЗ «Веселка» в с. Максимівка
- ДНЗ «Малятко» в с. Вільна Терешківка
- ДНЗ «Світанок» в с. Майбородівка
- ДНЗ «Ластівка» в с. Піщане

Із 12 сіл для учнів, що проживають на відстані 2 км і більше від закладів освіти, організовано підвезення. Загальна протяжність маршрутів шкільних автобусів — 165 км.

## Культура

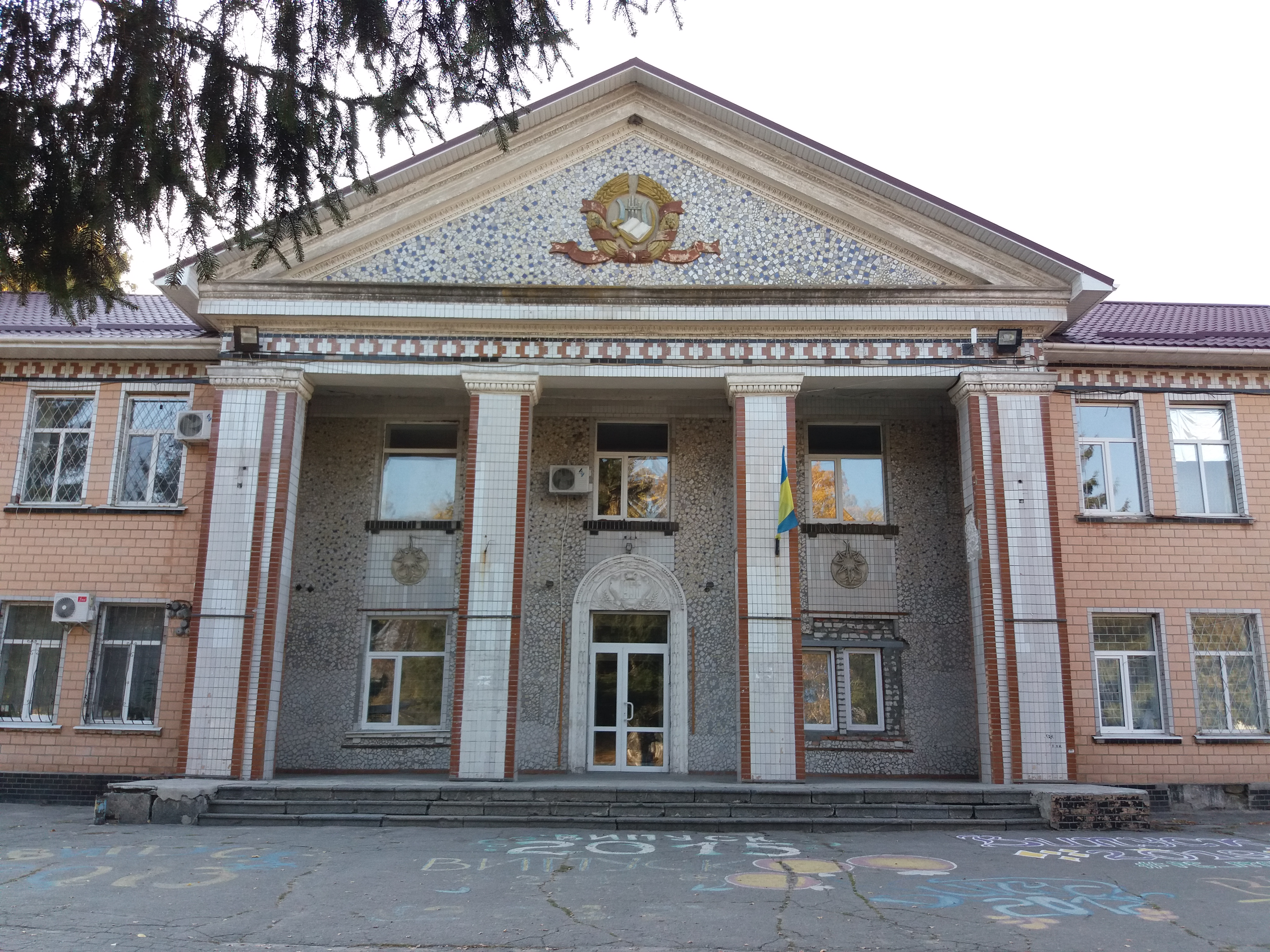
Піщанський центр культури та дозвілля

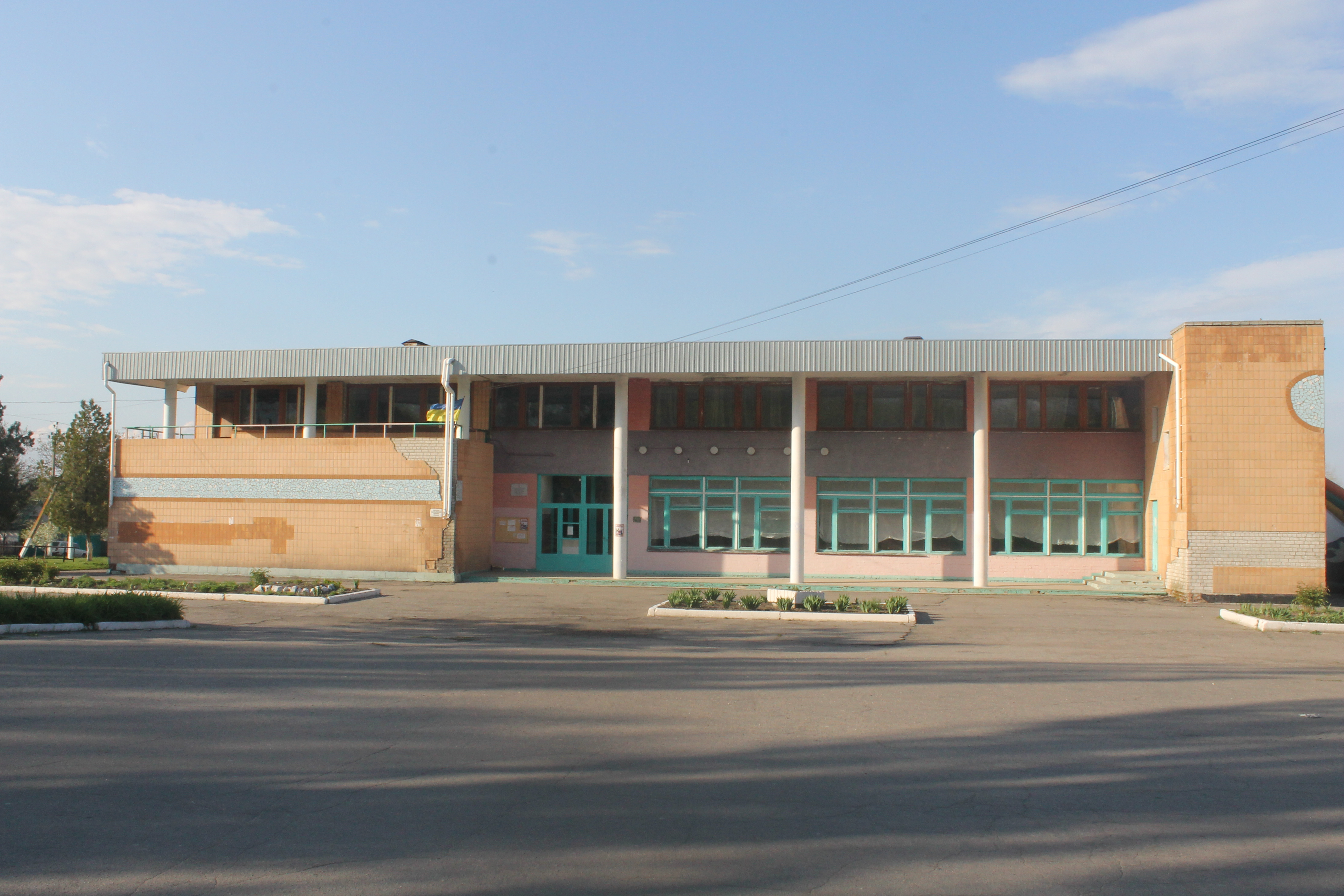
Максимівський сільський будинок культури

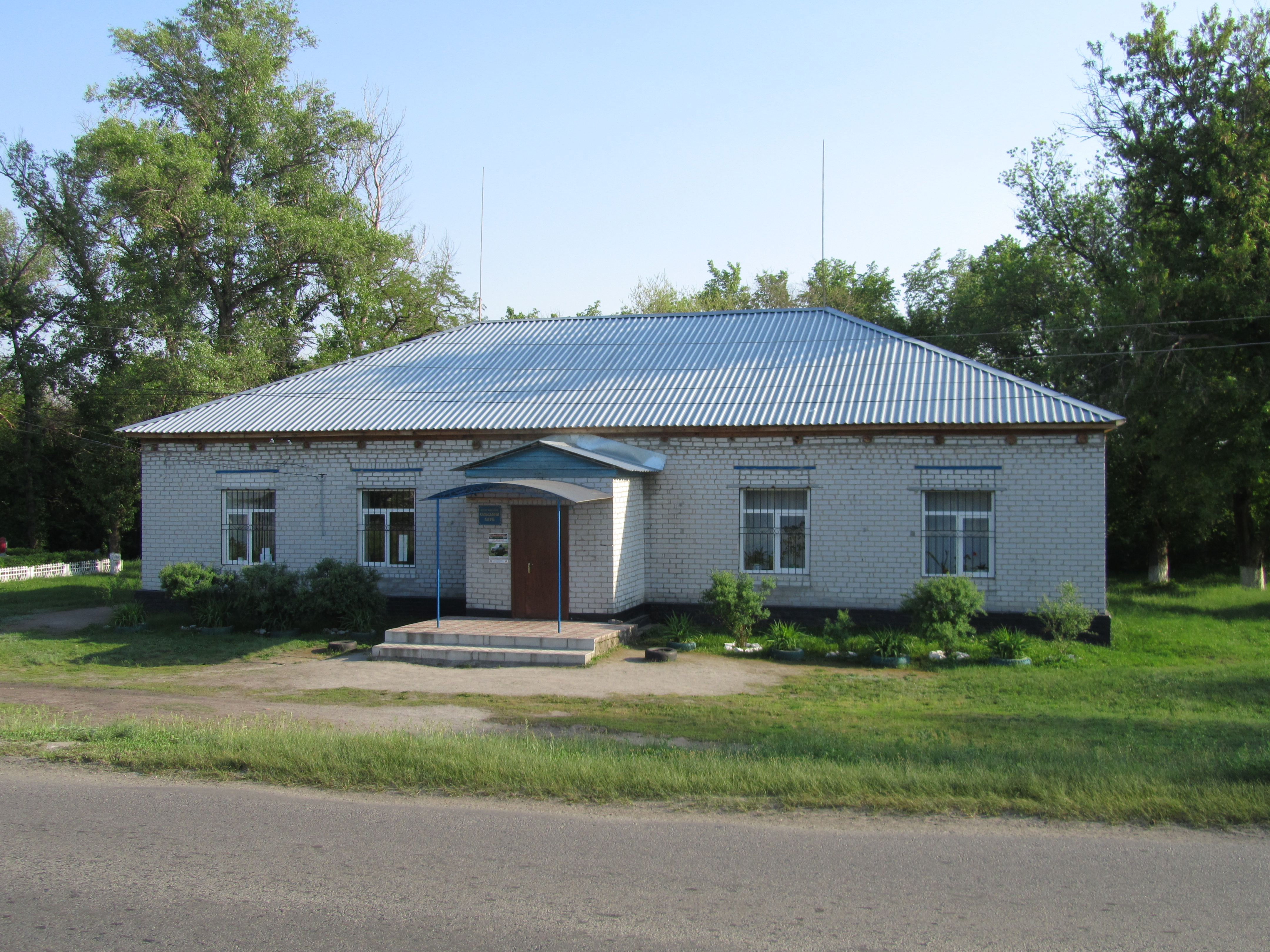
Кривушівський сільський клуб

Станом на 2022 рік у громаді функціонує 21 заклад культури: 11 клубів та 10 бібліотек.
Клубні заклади:
- Піщанський центр культури та дозвілля (309 місць)
- Гориславський сільський будинок культури (270 місць)
- Максимівський сільський будинок культури (450 місць)
- Вільнотерешківський сільський будинок культури (250 місць)
- Ялинцівський сільський клуб (200 місць)
- Недогарківський сільський клуб (270 місць)
- Кривушівський сільський клуб (160 місць)
- Новознам'янський сільський клуб (200 місць)
- Майбородівський сільський будинок культури (180 місць)
- Писарщинський сільський клуб (200 місць)
- Самусіївський сільський клуб (60 місць)

На базі клубних закладів функціонує 18 гуртків народної творчості (з них — 14 дитячих), працює 29 клубів за інтересами (з них — 6 дитячих).
До Піщанської територіальної громади входять 10 сільських бібліотек із загальним книжковим фондом 115392:
- Піщанська сільська бібліотека для дітей (13805)
- Піщанська сільська бібліотека для дорослих (12460)
- Кривушівська сільська бібліотека (4117)
- Гориславська сільська бібліотека (8458)
- Недогарківська сільська бібліотека (10894)
- Максимівська сільська бібліотека (24821)
- Ялинцівська сільська бібліотека (7305)
- Новознам'янська сільська бібліотека (12203)
- Вільнотерешківська сільська бібліотека (6270)
- Майбородівська сільська бібліотека (15059)

У сільських бібліотеках працюють 10 клубів за інтересами.

## Спорт
Серед аматорських команд громади розігрується щорічний «Кубок сільського голови» з міні-футболу.

## Туризм і рекреація
До об'єктів туризму Піщанської громади належать:
- Ландшафтний заказник місцевого значення «Гора Пивиха» поблизу села Максимівка.
- Туристичний маршрут «Гулаками на Пивиху», який веде до Пивихи узбережжям Кременчуцького водосховища.
- Етносадиба «Кучерява хата» в селі Недогарки, яка функціонує з метою збереження та популяризації української історії та традицій. В садибі можна скуштувати традиційні страви: качану кашу, затірку тощо. Інтер'єр садиби доповнений старовинними предметами побуту, якими можна користуватися. На базі садиби жителі села та гості навчаються прясти, готувати старовинні народні страви, ліпити з глини старовинним способом. Заходи супроводжуються народними піснями.
- Садиба «Солодка бджілка» в селі Кривуші родини бджолярів Гречаних, які з покоління в покоління передають сімейну справу. Голова сім'ї Микола Михайлович — бджоляр у третьому поколінні, член Спілки пасічників України, член Гільдії медоварів України. Вже кілька років поспіль за участі сім'ї Гречаних та колективів народної творчості громади проводиться народне гуляння «Медовий Спас — усьому час».
- Піраміда в селі Кіндрівка, яку в 2013 році без цвяхів та металу з граніту звів місцевий житель Володимир Макровський. Усередині шестиметрової піраміди розташований двометровий колодязь, вода до якого надходить зі спеціально виритого поблизу озера.
- «Кінний двір на Пивисі» в селі Максимівка, який пропонує послуги навчання верхової їзди, підготовки вершників до змагань, іпотерапії, догляду за тваринами, а також прогулянки верхи узбережжям Кременчуцького водосховища та на гору Пивиха.
- Страусина ферма в селі Піщане, де відвідувачі можуть подивитись на страусів та придбати страусині яйця.

У громаді діють готельно-ресторанний комплекс «ВК» в селі Піщане та мотель «У Петра» в селі Недогарки.